# Minamiechizen
Minamiechizen (jap. 南越前町 Minamiechizen-chō) – miasto w Japonii, na wyspie Honsiu, w prefekturze Fukui. Według danych na rok 2020 miejscowość zamieszkiwało 10 002 mieszkańców , a gęstość zaludnienia wyniosła 29,1 os./km².